# Клари-Альдринген
Клари-Алдринген или Кляри-Альдринген (Clary und Aldringen) — богемское графское (с 1680) и княжеское (с 1767) семейство, до распада Австро-Венгрии — крупнейшие землевладельцы Судетской области, хозяева Теплицкого замка.

## Происхождение и история рода
Род происходит от заключённого в 1637 году брака барона Иеронима Клари с сестрой имперского полководца, фельдмаршала Иоганна фон Альдрингена. За время Тридцатилетней войны путём монарших пожалований и конфискаций Альдринген стяжал огромные землевладения, однако в отсутствие у него детей Теплице и другие его земли унаследовала сестра Маргарита. Начался спор между потенциальными наследниками рода Альдрингенов (из Испанских Нидерландов), который окончательно был решён императором в пользу Иеронима Клари в 1660 году. В конце XVII века потомки Иеронима и Маргариты прикупили также земли в Тироле. 
О происхождении рода Клари сведения разноречивы. Потомки феодальных синьоров местечка Рива-дель-Гарда на севере Италии, к XVI веку они осели в Богемии. В 1767 г. хранитель императорской казны, граф Франц Венцель Клари унд Альдринген (1706-88), был возведён императрицей Марией-Терезией в княжеское достоинство. Его женой была дочь фельдмаршала принца Гогенцоллерн-Хехингена. Ныне существующие представители рода происходят от брака его сына с дочерью фельдмаршала принца Линя, а от младшего брата первого князя — угасшая в начале XIX века графская линия, обосновавшаяся в Либешице-у-Жатца.
Во время германской медиатизации Клари-Альдрингены, несмотря на княжеский титул и на частое пребывание в Теплицком замке коронованных особ, не попали в избранное число медиатизованных фамилий. Отныне они заключают браки с представителями немедиатизованного чешского дворянства — Кинскими, Хотеками и т.п. В 1841 г. 4-й князь взял в жёны Елизавету Александру Фикельмон, дочь русской светской львицы, правнучку М. И. Кутузова. Его сёстры были замужем за князьями Радзивиллами — сыновьями Антона Радзивилла и Луизы Прусской.
Двое сыновей 4-го князя были видными сановниками: Зигфрид — послом в Бельгии (1902-14), Манфред — министром-президентом Австрии (в 1899 г.). После Второй мировой войны Клари-Альдрингены вынуждены были оставить Теплицкий замок. Ныне они проживают во Франкфурте, Ганновере и Зальцбурге. Барочный дворец Клари в Вене пользуется популярностью у туристов; там помещаются музей глобусов и музей эсперанто.

## Известные представители
- Альдринген, Иоганн фон (1588—1634) — имперский фельдмаршал, участник Тридцатилетней войны.
- Клари унд Альдринген, Манфред фон  (1852-1928) — министр-президент Австрии.
- Клари унд Альдринген, Зигфрид фон[чеш.] (1813-1894) — австро-венгерский дипломат.

- Владения Клари-Альдрингенов
- Замок Херрнау в Зальцбурге
- Интерьер венского дворца Молларда-Клари
- Палаццо Клари в Венеции
- Теплицкая резиденция
- Капелла Теплицкой резиденции